# SN 1992R
SN 1992R – supernowa typu Ia odkryta 8 kwietnia 1992 roku w galaktyce M+10-24-07. W momencie odkrycia miała maksymalną jasność 18,00m.